# Džauhar
Džauhar je válečný zvyk rádžpútů, prováděný v případě nevyhnutelné porážky při obraně pevnosti. Spočívá v sebeupálení vlastních žen a malých dětí a vždy jej doprovází tzv. saka, výpad mužů z pevnosti a boj do jejich úplného vybití.
Džauhar a saka se provádějí za těchto podmínek:
1. Rádžpútská armáda se brání v pevnosti, obležené nepřítelem.
2. Obránci si uvědomí, že jejich porážka může bezprostředně nastat nebo je nevyhnutelná a neexistují možnosti, jak ji odvrátit.
3. Obránci si uvědomí, že nepřátelské síly zajmou a zneuctí jejich ženy.

Džauhar byl proveden například při pádu Čitauru v roce 1568.
Džauhar nemá žádný vztah k jinému hindskému zvyku, tzv. satí - upálení vdovy na pohřební hranici zemřelého muže.
Džauhar v pevnosti Čitaur zobrazil indický režisér Sanjay Leela Bhansali ve svém filmu Padmaavat (2018).